# Hiroki Narimiya
Hiroki Narimiya  (なりみや ひろき?, Narimiya Hiroki), nome d'arte di Hiroshige Narimiya (平宮 博重?, Narimiya Hiroshige) (Tokyo, 14 settembre 1982) è un attore e modello giapponese, famoso principalmente per il ruolo di Nobuo Terashima in Nana, film tratto dall'omonimo manga di Ai Yazawa.

## Biografia
Nasce e vive a Tokyo, la famiglia è originaria di Okinawa. Da piccolo i suoi genitori divorziano e così sia lui che il fratello vanno a vivere con la madre. Si trova costretto a vivere un'adolescenza difficile a causa della morte prematura della madre, alla quale aveva promesso di diventare un attore. Si iscrive così a scuola d'arte, per mantenere la promessa, vivendo, ora, con la nonna materna.

### Carriera come attore
Il suo debutto avviene nel 2000 nella commedia teatrale "Horobikaketa jinrui, sono ai no honshitsu to wa"; mentre è datato all'anno seguente il suo debutto cinematografico. Nel 2002 apparve nel ruolo di Noda nel dorama televisivo Gokusen; ed è proprio grazie a questa apparizione che Hiroki riesce ad ottenere molta popolarità.
Il suo primo film è Oboreru sakana sotto la direzione di Yukihiko Tsutsumi. Da lì inizia a prender parte a diversi progetti fino all'approdo ad Azumi (2003) in cui inizia la sua vera e propria carriera di successo.
Dopo la commedia scolastica Stand Up!! con Yamapi, Shun Oguri e Kazunari Ninomiya, nel 2004 fa parte del cast di Orange Days affiancando Satoshi Tsumabuki. Nel 2006 è uno dei protagonisti in Akihabara@Deep (film).
Altre sue importanti prove di recitazione sono state nel 2008 nella versione live action Hachimitsu to clover, dorama tratto dal manga e anime Honey and Clover (assieme a Tōma Ikuta) e in Bloody Monday (serie televisiva) (prima serie della versione live tratta dal manga omonimo) a fianco di Haruma Miura.
Dopo la pellicola cinematografica conclusiva della serie, Gokusen - Il film, con Yankee-kun & Megane-chan torna al dorama di tipo scolastico (ispirato da una serie manga), mentre in Juui Dolittle nel 2010 è co-protagonista nuovamente assieme a Shun Oguri. Per finire, dopo la pellicola cinematografica Gyakuten saiban, nel 2013 fa parte del cast del film horror intitolato The complex. Alla fine del 2016 a causa di alcune foto pubblicate sul settimanale "Friday" che lo ritraevano durante una presunta assunzione di stupefacenti, si vede della polvere bianca in una bustina, come se fosse cocaina. Voci sempre più pressanti ed insistenti e la pesantissima invasione dei media nella sua privacy, è costretto a ritirasi dalla sua carriera d'attore. Attualmente non vive in Giappone, ma nel Nord Europa, non manifesta alcuna intenzione di riprendere la sua carriera d'attore.

### Carriera nella moda
Durante la sua carriera cinematografica, ha dimostrato di essere abile anche nel campo della moda. Difatti, ha disegnato una linea di abbigliamento insieme a numerosi progetti di collaborazione. E nell'autunno 2003, a Tokyo ha sfilato sulla passerella per la sua collezione. Il suo marchio di fabbrica, il Narimiya Cut, è diventato di gran moda tra gli adolescenti giapponesi.
Hiroki è apparso anche su più di 10 copertine di riviste di moda e altre nel corso dell'anno passato e ha ricevuto nel 2005 Crystallized Style Award. Hiroki ha ricevuto molte offerte come modello d'oltremare per i marchi di alta moda, che si inserisce nei suoi piani di proseguire i lavori al di fuori del Giappone, sia come modello sia come attore.

## Filmografia

### Cinema
- 2016: Assassination Classroom: Graduation
- 2014: Aibou Gekijo-ban III - Tooru Kai
- 2013: The Complex/Kuroyuri Danchi - Shinobu Sasahara
- 2012: Nobou no Shiro - Sakamaki
- 2012: Gyakuten saiban
- 2010: Koshonin - Il film'
- 2010: Bakamono - The Idiots
- 2009: Gokusen - Il film
- 2009: Drop
- 2009: Half Way
- 2009: Lala Pipo
- 2009: Shanghai Waltz
- 2007: Unfair: The Movie
- 2006: Nana 2
- 2006: Akihabara@Deep
- 2006: Sakuran
- 2006: Tsubakiyama: Kacho no Nanoka-kan
- 2006: Bandage
- 2005: Arashi no Yoru ni Vocal
- 2005: Tantei Jimusho 5
- 2005: Rampo Jigoku
- 2005: Nana
- 2004: Kagen no Tsuki
- 2004: Shinkokyu no Hitsuyo
- 2003: Azumi
- 2003: Ainokarada
- 2003: Lover's Kiss
- 2001: Ikisudama
- 2001: Oboreru Sakana

### Televisione
- 2016: Kaitō Yamaneko
- 2015: 37.5 °C no namida
- 2014: Kindaichi shōnen no jikenbo N (NTV)
- 2013: The Complex-Prologue (TBS-MBS) - Shinobu Sasahara (ep.7)
- 2013:  Ikkyu-san 2 (Fuji TV)
- 2012:  Aibou 11 (TV Asahi, 2012)
- 2012: Hidamari no ki (NHK)
- 2012: Ikkyu-san (Fuji TV)
- 2012: Umechan Sensei (NHK)
- 2012: Mou Yuukai Nante Shinai
- 2011: Hi wa mata noboru (ep.1)
- 2011: Saigo no Bansan
- 2010: Jūi Dolittle
- 2010: Yankee-kun & Megane-chan
- 2010: Bloody Monday 2
- 2009: Tokyo Dogs (2009) - episodio 1
- 2008: Bloody Monday
- 2008: Innocent Love
- 2008: Hachimitsu to clover
- 2007: Swan no Baka!
- 2007: Hadashi no Gen
- 2006: Saiyuki (ep6)
- 2006: Koumyou ga Tsuji
- 2005: Onna no Ichidaiki
- 2005: Ai no Uta
- 2005: Ima, Ai ni Yukimasu
- 2005: M no Higeki
- 2004: Orange Days
- 2003: Trick 3
- 2003: Stand Up!!
- 2003: Kou Kou Kyoushi
- 2003: Gokusen
- 2002: Kisarazu Cat's Eye
- 2002: Sarariman Kintaro 3
- 2002: Toshiie to Matsu

### Videogiochi
- 2012: Il Professor Layton vs. Phoenix Wright: Ace Attorney (Phoenix Wright)
- 2010: Yakuza 4 (Masayoshi Tanimura)

## Riconoscimenti
- House Food – Shin Curry Rice Sengen (2005)
- Vodafone (2004)
- JAL – Hokkaido Campaign (2004)
- House Food – Bistro Chef (2003)
- J-PHONE (2002)

## Agenzie
- Top Coat Agency - Giappone